# Ilovik (Čavle)
Pour les articles homonymes, voir Ilovik.
Ilovik est une localité de Croatie située dans la municipalité de Čavle, comitat de Primorje-Gorski Kotar. En 2001, la localité comptait 14 habitants.

## Démographie
| 1948 | 1953 | 1961 | 1971 | 1981 | 1991 | 2001 |
| ---- | ---- | ---- | ---- | ---- | ---- | ---- |
| 47   | 46   | 41   | 34   | 17   | 12   | 14   |